# Rhinopias eschmeyeri
Rhinopias eschmeyeri és una espècie de peix pertanyent a la família dels escorpènids.

## Descripció
- Fa 16,6 cm de llargària màxima.[6][7]

## Hàbitat
És un peix marí, demersal i de clima tropical que viu entre 18-55 m de fondària.

## Distribució geogràfica
Es troba a Austràlia, Indonèsia, el Japó, Maurici, les Filipines, la Reunió, les Seychelles i el Vietnam.

## Observacions
És inofensiu per als humans i, juntament amb Rhinopias frondosa, capturat a les aigües del Sud-est asiàtic per a ésser importat al Japó on és comercialitzat.